# 索拉爾特島
9°18′N 82°11′W / 9.300°N 82.183°W

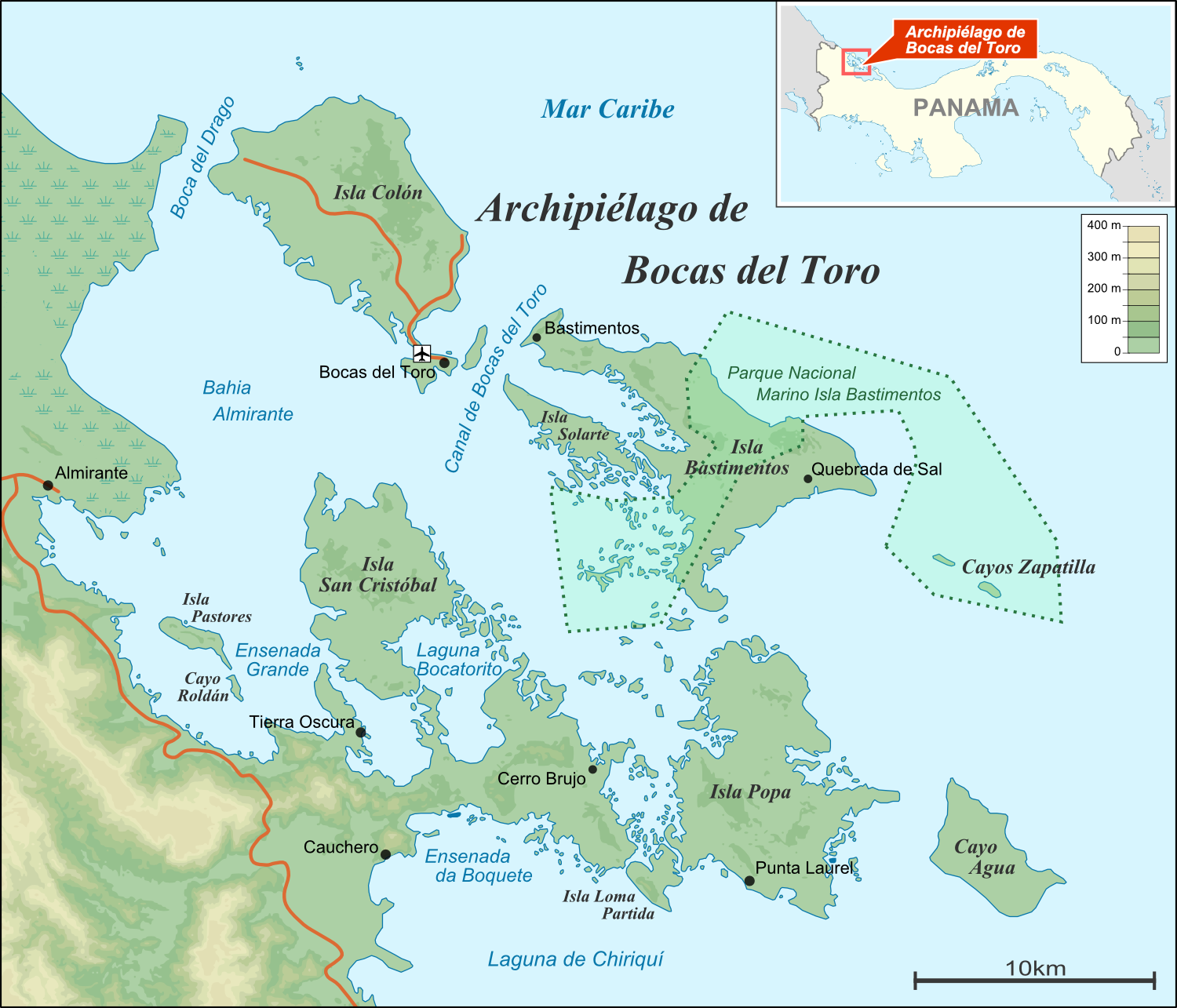

索拉爾特島是巴拿馬的島嶼，位於該國西北部加勒比海，屬於博卡斯德爾托羅群島的一部分，由博卡斯德爾托羅省負責管轄，面積8平方公里。